# Vinylcyclohexaandiepoxide
Vinylcyclohexaandiepoxide is een toxische organische verbinding met als brutoformule C8H12O2. De stof komt voor als een kleurloze vloeistof, die goed oplosbaar is in water.

## Synthese
Vinylcyclohexaandiepoxide kan bereid worden uit de epoxidatie van 4-vinylcyclohexeen (het Diels-Alder-dimeer van 1,3-butadieen) met een peroxycarbonzuur.

## Toepassingen
Vinylcyclohexaandiepoxide wordt voornamelijk gebruikt als reactieve verdunner voor andere diepoxiden. Handelsnamen van het product zijn EP-206, ERLA-2270, ERLA-2271, UNOX Epoxide 206, NCI-C60135 en Chissonox-206.
Vinylcyclohexaandiepoxide is een intermediair in de condensatiereactie van dicarbonzuren. Het wordt verder nog gebruikt als monomeer voor de bereiding van polyglycolen met een epoxy-groep en voor de homopolymerisatie van bepaalde harsen.

## Toxicologie en veiligheid
Vinylcyclohexaandiepoxide kan polymeriseren in contact met zuren en basen, waardoor brand- of ontploffingsgevaar ontstaan. Het vormt bij verbranding een scherpe rook en irriterende dampen. De stof reageert met verbindingen die actieve waterstof bevatten, zoals alcoholen en aminen.
De stof is irriterend voor ogen, de huid en de luchtwegen. Inademing van het product kan longoedeem veroorzaken en blootstelling aan hoge concentraties kan de dood veroorzaken. Op lange termijn of bij langdurige blootstelling kunnen er schadelijke effecten optreden op de nieren, de eierstokken en de teelballen, met als gevolg weefselbeschadiging. Deze stof is mogelijk carcinogeen bij de mens.